# Mecklenburg County, Virginia
Mecklenburg County är ett administrativt område i delstaten Virginia, USA, med 32 727 invånare. Den administrativa huvudorten (county seat) är Boydton.

## Geografi
Enligt United States Census Bureau har countyt en total area på 1 759 km². 1 616 km² av den arean är land och 143 km² är vatten.

### Angränsande countyn
- Lunenburg County - norr
- Brunswick County - öster
- Warren County, North Carolina - sydost
- Vance County, North Carolina - söder
- Granville County, North Carolina - sydväst
- Halifax County - väster
- Charlotte County - nordväst

### Orter
- Baskerville
- Boydton (huvudort)
- Bracey
- Brodnax (delvis i Brunswick County)
- Chase City
- Clarksville
- Fairview
- La Crosse
- South Hill
- Thynedale
- Union Level